# Palauli
Palauli je jedan od jedanaest distrikta u Samoi. Središte distrikta je u naselju Vailoa. Distrikt se nalazi na sredini otoka Savai'i. Prema podacima iz 2001. godine u distriktu živi 8.894 stanovnika.